# 9378 Nancy-Lorraine
9378 Nancy-Lorraine este o planetă minoră (asteroid), cu un diametru de 12,038 km, din centura de asteroizi. A fost descoperită pe 18 august 1993 la observatoire de la Côte d'Azur⁠(d) de Eric Walter Elst și a fost numită după Nancy. 
Obiectul prezintă o orbită caracterizată de o semiaxă mare de 3,174377 UAi, o excentricitate de 0,12, o înclinație de 2,0737 ° în raport cu ecliptica.